# Вансовский, Роман Андреевич
Роман Андреевич Вансовский (1861 — 1914) — русский военный  деятель,  полковник. Герой Первой мировой войны, погиб в бою.

## Биография
В службу вступил в 1879 году после окончания Владимирского Киевского кадетского корпуса. В 1881 году после окончания  Александровского военного училища по I разряду  произведён  в прапорщики и выпущен в 32-ю артиллерийскую бригаду.
В 1884 году произведён в подпоручики, в 1885 году в поручики, в 1892 году в штабс-капитаны,  в 1897 году в капитаны, в 1904 году в подполковники — командир 6-й батареи 61-й артиллерийской бригады и 2-й батареи 32-й артиллерийской бригады. 
С 1914 года участник Первой мировой войны,
полковник — командир 10-го мортирного артиллерийского дивизиона и командир 1-го дивизиона 42-й артиллерийской бригады. 26 ноября 1914 года смертельно ранен в бою у деревни Крулувка, 13 февраля 1915 года исключен из списков по войскам умершим от ран, полученных в бою с неприятелем.

Высочайшим приказом от 9 марта 1915 года за храбрость награждён Георгиевским оружием: 
За то, что в бою 13-го августа 1914 года у деревни Княже, находясь под действительным ружейным огнем на наблюдательном посту, стойко и умело руководил огнем дивизиона, нанеся противнику большой урон, что дало возможность нашей пехоте продвинуться вперед и атаковал противника

## Награды
- Орден Святого Станислава 2-й степени  (ВП 1904)
- Орден Святой Анны 2-й степени (ВП 1908)
- Орден Святого Владимира 4-й степени с мечами и бантом (ВП 1912; ВП 27.02.1915)
- Орден Святого Владимира 3-й степени с мечами (ВП 27.02.1915)
- Георгиевское оружие (ВП 9.03.1915)